# Вернер, Цахариас
Фридрих Людвиг Цахариас Вернер (нем. Friedrich Ludwig Zacharias Werner, 18 ноября 1768, Кёнигсберг — 17 января 1823, Вена) — немецкий поэт и драматург, автор многочисленных трагедий, католический священник.

## Биография
Изучая право в Кёнигсбергском университете, Вернер слушал там лекции Канта, который наряду с Руссо оказал определённое влияние на его творчество. В 1793 году он поступил на прусскую службу в Варшаве, в 1805 году был переведён в Берлин, но в 1807 году ушёл в отставку и занялся путешествиями. Вернер довольно рано получил литературное признание, но, будучи несчастлив в личной жизни, в 1811 году перешёл в католичество и вскоре принял священный сан. Поселившись сперва в Ашаффенбурге, потом в Вене, он стал довольно заметной фигурой литературной жизни. В австрийской столице писатель жил до самой смерти за исключением 1816—1819 годов, когда служил каноником в Каменце.

## Творчество
Доминирующим направлением в творчестве Вернера была стихотворная трагедия, в основном принадлежавшая поджанру «трагедии судьбы». Это в многом было обусловлено его несчастливой личной жизнью, а также потрясшими его кончиной друга и матери, с разницей в два дня последовавшими одна за другой в феврале 1804 года. Среди его наиболее значительных пьес — «Мартин Лютер, или Освящение силы» (Martin Luther oder die Weihe der Kraft, 1806), «24 февраля» (Der vierundzwanzigste Februar, 1810), «Аттила, король гуннов» (Attila, König der Hunnen, 1809), на основе которой была написана одноименная опера Верди.
«24 февраля» («Der vierundzwanzigste Februar» (нем.)) — одноактная пьеса Ц. Вернера. Пьеса является первым произведением жанра трагедия рока (драма рока) и считается образцом этого жанра. В пьесе показаны следствия убийства отца, в результате которых судьба губит не только виновника, но и его потомков.

## Память о Вернере
- Гофман включил в последний том сборника «Серапионовы братья» рассуждения о Цахариасе Вернере.
- На поэме «Гиперборея» основана песня «Путь во льдах» группы «Оргия праведников»